# Оценка Управлением ООН по правам человека ситуации в Синьцзяне
Оценка УВКПЧ проблем с правами человека в Синьцзян-Уйгурском автономном районе Китайской Народной Республики — отчёт об обращении с уйгурами и другими преимущественно мусульманскими группами в Китае, опубликованный 31 августа 2022 года Управлением Верховного комиссара ООН по правам человека.
В отчёте сделан вывод о том, что «масштабы произвольного и дискриминационного задержания членов уйгурских и других преимущественно мусульманских групп в соответствии с законом и политикой в контексте ограничений и лишения в более общем плане основных прав, которыми пользуются индивидуально и коллективно, могут представлять собой международные преступления, в частности преступления против человечности».

## Предыстория
С 2014 года китайское правительство под руководством генерального секретаря Коммунистической партии Китая Си Цзиньпина проводит в регионе Синьцзян политику, в результате которой более одного миллиона тюркских мусульман были заключены в лагеря перевоспитания без какого-либо юридического согласия. Это крупнейшее задержание представителей этнических и религиозных меньшинств со времён Второй мировой войны. По оценкам экспертов, с 2017 года было разрушено или повреждено около 16  тысяч мечетей, а сотни тысяч детей были насильственно разлучены со своими родителями и отправлены в школы-интернаты.
В публичных сообщениях говорится, что политика китайского правительства включала произвольное задержание уйгуров в спонсируемых государством лагерях для интернированных, принудительный труд, подавление уйгурских религиозных обрядов, политическую идеологическую обработку,  жестокое обращение, принудительную стерилизацию, принудительную контрацепцию,   и принудительный аборт. Согласно официальной статистике Китая, с 2015 по 2018 год уровень рождаемости в преимущественно уйгурских районах Хотана и Кашгара, упал более чем на 60%. За тот же период рождаемость в целом по стране снизилась на 9,69%. Китайские власти признали, что в 2018 году уровень рождаемости в Синьцзяне снизился почти на треть, но опровергали сообщения о принудительной стерилизации и геноциде. Уровень рождаемости в Синьцзяне упал ещё на 24% в 2019 году по сравнению с общенациональным снижением на 4,2%.
Китайское правительство отрицает нарушения прав человека в Синьцзяне. Международная реакция была разной. Некоторые государства-члены ООН  выступили с заявлениями в Совете по правам человека ООН, осуждая политику Китая, в то время как другие поддержали политику Китая. В декабре 2020 года дело, переданное в Международный уголовный суд, было прекращено, поскольку предполагаемые преступления, по-видимому, были «совершены исключительно гражданами Китая на территории Китая, государства, не являющегося участником Статута», следовательно, Международный уголовный суд не мог их больше рассматривать. США объявили нарушения прав человека геноцидом, объявив о своём признании 19 января 2021 года. С тех пор законодательные органы нескольких стран приняли не имеющие обязательной силы предложения, описывающие действия Китая как геноцид, в том числе Палата общин Канады, парламент Нидерландов,  Палата общин Великобритании, Сейм Литвы  и Национальное собрание Франции. Парламенты Новой Зеландии,  Бельгии, и Чехии осудили обращение китайского правительства с уйгурами как «серьёзные нарушения прав человека» или преступления против человечности.

## Содержание отчёта

### Методы расследования
Доклад был подготовлен Организацией Объединённых Наций на основе тщательного анализа доказательств, задокументированных УВКПЧ. При составлении отчёта было рассмотрено несколько форм доказательств, в том числе интервью с несколькими десятками людей, которые жили в Синьцзяне в то время, когда публично сообщалось о злоупотреблениях. Отчёт также сосредоточил свой анализ на том, что правительство Китая публично заявило одновременно с сообщениями о нарушениях, включая общедоступные документы правительства Китая и законы, обнародованные в то время. В мае 2022 года комиссар УВКПЧ Мишель Бачелет посетила Синьцзян. Перед своим визитом она поговорила с представителями нескольких неправительственных организаций, обеспокоенных ситуацией с правами человека как в Синьцзяне, так и в Китае в целом. По прибытии в регион она пообщалась с многочисленными правительственными чиновниками, учёными и лидерами гражданского общества. Однако из-за противодействия Китая УВКПЧ не смогло провести более тщательное расследование на местах в пределах границ КНР.

### Результаты
Выводы отчёта включают в себя большое количество правонарушений, что подтверждается научными исследованиями и публичными сообщениями о нарушениях в регионе, где проживают преимущественно этнические меньшинства. В отчёте сделан вывод о том, что нарушения прав человека в отношении уйгуров и других тюркских мусульман в Синьцзяне являются серьёзными и широко распространёнными.

#### Произвольное задержание
В отчёте УВКПЧ заявило, что сообщения о массовых произвольных задержаниях китайским правительством уйгуров и других тюркских мусульман в лагерях для интернированных в Синьцзяне заслуживают доверия, указав, что действия китайского государства равносильны лишению свободы и были предприняты в дискриминационном порядке. Бывшие заключённые, которые были задержаны в Синьцзяне, заявили, что их избивали, когда они были привязаны к стулу, и рассказали, что подвергались пыткам, подобным пыткам водой; также в отчёте отмечается наличие достоверных свидетельств пыток в лагерях для перевоспитания.

#### Принудительный труд
В отчёте говорится, что трудовые схемы китайского правительства, относящиеся к тому, что правительство Китая называет «профессиональной подготовкой», представляют собой дискриминацию. Трудовые схемы, которые Китай описывает как «схемы борьбы с бедностью», имеют доказательства принуждения уйгуров и других этнических меньшинств к принудительному труду.

#### Сексуальное насилие и стерилизация
УВКПЧ охарактеризовало сообщения о сексуальном насилии в отношении уйгуров и других тюркских мусульман в лагерях для перевоспитания в Синьцзяне как «заслуживающие доверия». Женщины, опрошенные ООН, рассказали, что их орально изнасиловали тюремные охранники и насильно подвергли осмотру их гениталий на глазах у большого скопления людей. В отчёте также отмечается «необычайно резкий рост» количества вставок внутриматочных противозачаточных средств и стерилизации, проводимых в Синьцзяне, и говорится, что китайское правительство использовало принудительные меры для резкого снижения рождаемости уйгуров в Синьцзяне.

### Рекомендации
В отчёте содержатся рекомендуемые действия для государственных структур, ООН и широкого международного сообщества. В число рекомендаций правительству Китая входит ратификация Международного пакта о гражданских и политических правах, Международной конвенции для защиты всех лиц от насильственных исчезновений и Факультативных протоколов к Конвенции против пыток, Конвенции о ликвидации Все формы расовой дискриминации и Конвенция о ликвидации всех форм дискриминации в отношении женщин.

## Реакция
Китайское правительство заявило, что отчёт «основан на дезинформации и лжи, сфабрикованной антикитайскими силами», опубликовав контр-доклад на 131 странице. Министерство иностранных дел Китая заявило, что оценка была «недействительной и незаконной».
Отчёт подвергся критике со стороны некоторых активистов за то, что преступления не были названы геноцидом. Многие уйгуры за пределами Китая восприняли это как «официальное признание страданий уйгуров в Китае». Исполнительный директор Уйгурского проекта по правам человека, Омер Канат назвал отчёт «переломным моментом в международной реакции на уйгурский кризис», добавив, что «несмотря на энергичные опровержения китайского правительства, ООН теперь официально признала, что происходят ужасные преступления».
Госсекретарь США Энтони Блинкен и посол США в ООН Линда Томас-Гринфилд приветствовали доклад.  Высокий представитель Европейского союза Жозеп Боррелл и министр иностранных дел Великобритании Лиз Трасс также приветствовали доклад.
Даррен Байлер, доцент Университета Саймона Фрейзера, назвал отчёт «главным оправданием для бывших заключенных и членов их семей, а также подтверждением того, что работа сотен исследователей и журналистов верна». Отчёт, по словам Байлера, представляет собой убедительный отказ от «законов о борьбе с терроризмом» Китая, которые использовались для оскорбления мусульманских меньшинств Китая.